# NOS Jeugdjournaal

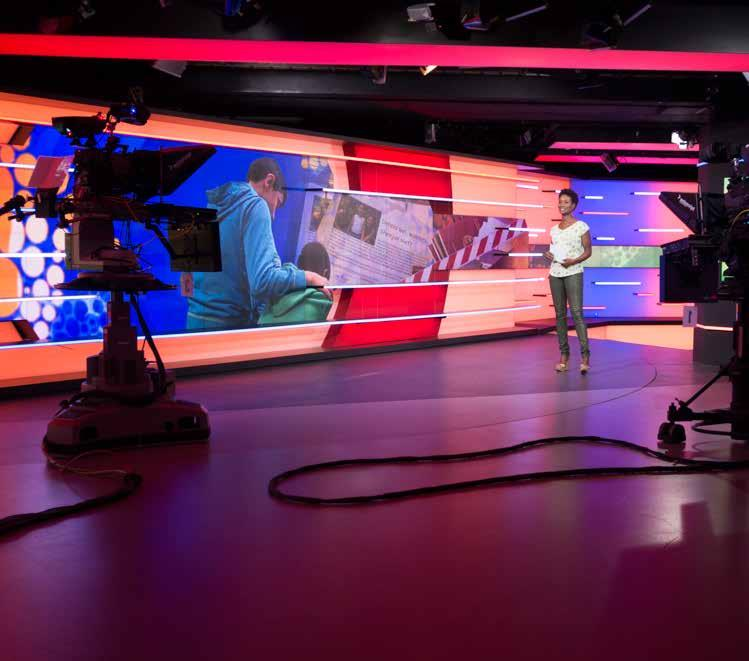
Het decor van het NOS Jeugdjournaal van 2012 tot 2017.

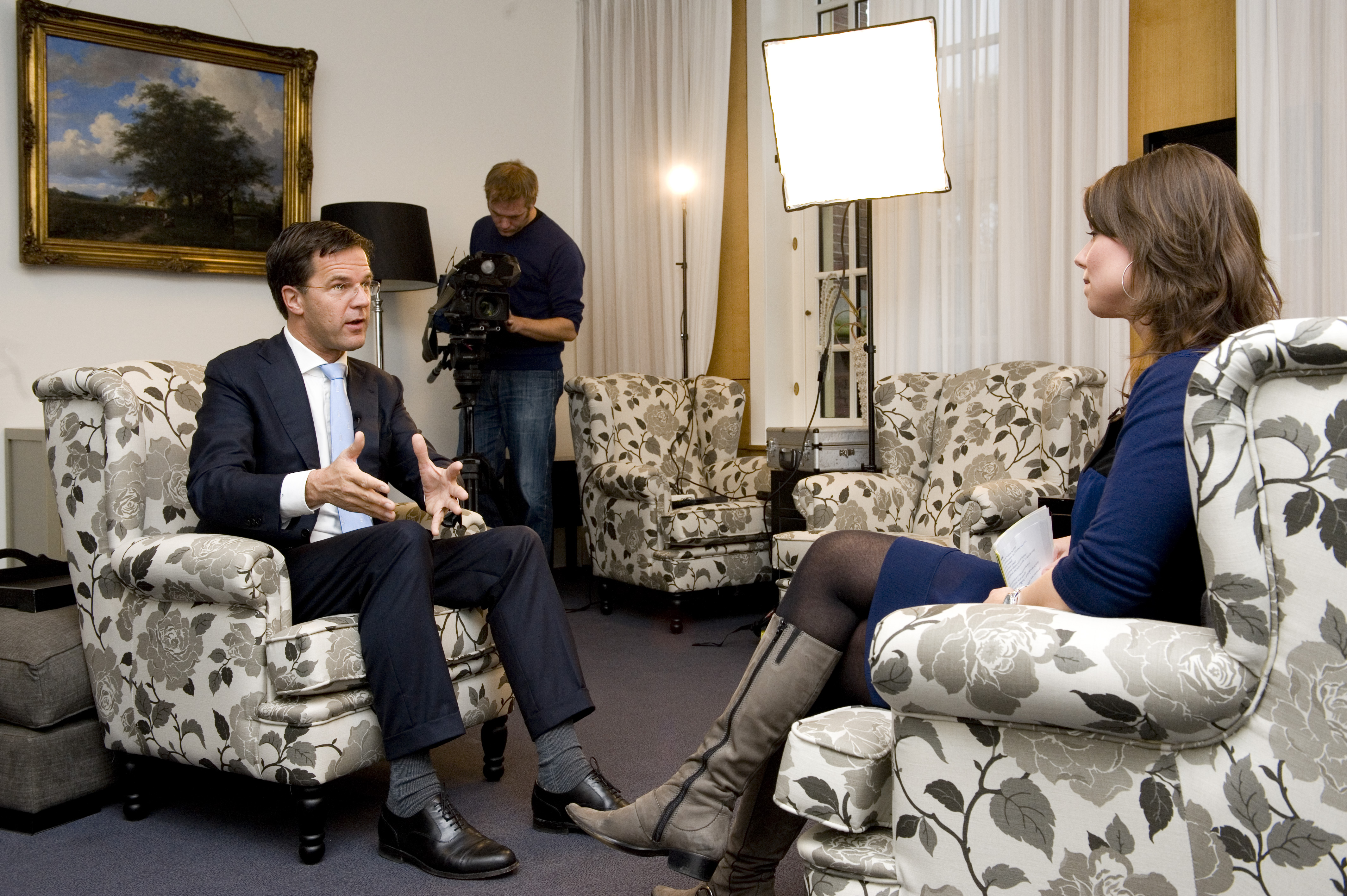
Premier Mark Rutte wordt geïnterviewd voor het Jeugdjournaal.

Het NOS Jeugdjournaal is een nieuwsprogramma op televisie van de Nederlandse Omroep Stichting (NOS) dat zich richt op kinderen van 9 t/m 12 jaar. Van 1981 tot 2002 was het het enige jeugdjournaal in het Nederlandse taalgebied. In 2002 kwam daar het Vlaamse jeugdjournaal Karrewiet bij, en in 2004 het Surinaamse 10 Minuten Jeugdjournaal.

## Geschiedenis
Het Jeugdjournaal begon op 5 januari 1981 op de 25ste verjaardag van het NOS Journaal en werd gepresenteerd door Leontien Ceulemans. Het programma was in eerste instantie vijf keer per week te zien (tijdens de zomer waren er geen uitzendingen). Vanaf 10 september 2000 werd het Jeugdjournaal ook op zondag uitgezonden. Sindsdien is het 7 dagen per week te zien.
Op 5 september 2005 ging de NOS van start met jeugdjournaal.nl, een korte uitzending van 5 minuten in de middag op Z@pp. Op 6 september 2010 werd dit middagbulletin vervangen door een ochtenduitzending om 8.45 uur op Zapp. De ochtendversie van het NOS Jeugdjournaal wordt uitgezonden vanuit Studio 10, waar ook de dagbulletins van het NOS Journaal vandaan komen. De avonduitzending komt vanuit Studio 8, waar ook het NOS Journaal van 18.00 en 20.00 uur vandaan komen.
Tijdens het Gouden Televizier-Ring Gala op 23 oktober 2009 won het NOS Jeugdjournaal na zes nominaties de Gouden Stuiver, de publieksprijs voor het beste jeugdprogramma. Het NOS Jeugdjournaal versloeg hiermee Het Klokhuis en Sesamstraat.
Van oktober 2009 tot april 2011 verscheen iedere maand het tijdschrift Jeugdjournaal Magazine.
Sinds het begin van het programma leest de nieuwslezer(es) aan het eind van het Jeugdjournaal het weerbericht voor. Tussen 20 mei 2000 en 15 september 2007 was het weermeisje 'Celsie' te zien. 'Celsie' liet in een animatie van tien seconden het weer voor de volgende dag zien. De presentator las vanaf oktober 2000 het weerbericht dan buiten beeld voor. Vanaf 17 december 2005 was Celsie alleen nog in de weerleader te zien, gevolgd door een weerkaart waarin voor elke regio het weer aangegeven werd.
De muzikale en visuele vormgeving die anno 2016 wordt gebruikt is in gebruik genomen op 27 mei 2012.
Per 21 augustus 2017 zijn de avonduitzendingen van het Jeugdjournaal om 19.00 uur in plaats van 18.45 uur. De duur werd uitgebreid van 10 naar 20 minuten. Doordat het NOS Jeugdjournaal ook op zondag ging uitzenden, is het NOS/NTR Zapp Weekjournaal gestopt.
Op het YouTube-kanaal had het Jeugdjournaal ook een serie genaamd Virusvragen. Deze serie werd uitgezonden van 2020-2021. Tot op heden heeft het Jeugdjournaal ook een YouTubekanaal genaamd "Uitgezocht". Hierin wordt door  Benjamin Kat, Lucas van de Meerendonk of Annabelle Zandbergen uitleg gegeven over een bepaald onderwerp uit het nieuws. 

## Presentatoren en verslaggevers

### Huidige presentatoren en verslaggevers
| Sinds | Presentatoren en verslaggevers |
| ----- | ------------------------------ |
| 2012  | Joris Marseille                |
| 2017  | Lucas van de Meerendonk        |
| 2017  | Milou Stoop                    |
| 2018  | Bart Tuinman                   |
| 2019  | Evita Mac-nack                 |
| 2019  | Benjamin Kat                   |
| 2020  | Annabelle Zandbergen           |
| 2021  | Joanke Dijkstra                |
| 2022  | Sil van der Wees               |
| 2023  | Egbert Ulijn                   |
| 2024  | Debora Post                    |

### Voormalige presentatoren en verslaggevers
Het NOS Jeugdjournaal kan soms voor de presentatoren fungeren als een soort opstapje naar de presentatie van het NOS Journaal. Zo gingen bijvoorbeeld Hans Smit en Aldith Hunkar eerder al deze weg. Onderstaande een tabel wie er in het verleden werkten bij het NOS Jeugdjournaal als presentator. Daarbij werkte Harmen Siezen als invaller.
| Periode         | Presentator        |
| --------------- | ------------------ |
| 1981-1982       | Leontien Ceulemans |
| 1981-1994       | Marga van Praag    |
| 1981-2002       | Harmen Siezen      |
| 1982-1986       | Leoni Jansen       |
| 1983-1989       | Robert ten Brink   |
| 1986-1991       | Birgit Gantzert    |
| 1988-1993       | Saskia Dekkers     |
| 1989-1996       | Frank du Mosch     |
| 1993-1998       | Gijs Wanders       |
| 1994-2000       | Aldith Hunkar      |
| 1996-2004       | Hans Smit          |
| 1998-2001       | Debby Petter       |
| 2000            | Sacha de Boer      |
| 2000-2005       | Brecht van Hulten  |
| 2000-2015       | Milouska Meulens   |
| 2001-2007       | Liesbeth Staats    |
| 2003-2006, 2016 | Winfried Baijens   |
| 2004-2021       | Tamara Seur        |
| 2006            | Iwris Kelly        |
| 2006-2012       | Pepijn Crone       |
| 2008-2014       | Roos Moggré        |
| 2009-2017       | Nick Renooij       |
| 2009-2015       | Tako Rietveld      |
| 2011-2020       | Siham Raijoul      |
| 2012            | Astrid Kersseboom  |
| 2014-2016       | Robbie Kammeijer   |
| 2014-2018       | Lysette van Geel   |
| 2015-2018       | Welmoed Sijtsma    |
| 2017-2019       | Malou Petter       |
| 2017-2020       | Youssef Abjij      |
| 2017-2021       | Laura Hogendoorn   |
| 2019-2024       | Noortje Deutekom   |
| 2023            | Jeroen Overbeek    |

## Trivia
- Op 1 april 2006 maakte het NOS Jeugdjournaal bekend met een personeelstekort te kampen, omdat daar alle presentatrices zwanger waren. Het zou daarom beter zijn dat presentatrices er maar helemaal mee zouden stoppen, alleen mannen mochten het NOS Jeugdjournaal nog presenteren. Dit bleek echter een 1 aprilgrap, na hun zwangerschapsverlof mochten de presentatrices die zwanger waren geweest gewoon weer terugkeren.
- Op 27 mei 2012 kreeg het NOS Jeugdjournaal een nieuwe huisstijl, net als het NOS Journaal en andere programma's van de NOS. Het NOS Jeugdjournaal kreeg ook een nieuwe leader en ook een nieuw decor. Het weer van het NOS Jeugdjournaal kreeg ook een nieuwe leader en ook een nieuwe weerkaart.
- Vanaf de start in 1981 tot aan 26 mei 2012 werd de datum niet genoemd. Sinds 27 mei 2012 is dit wel het geval. Bijvoorbeeld: Dit is het NOS Jeugdjournaal van zondag 27 mei 2012.
- In februari 2020 won het programma de Zapplive Award voor beste jeugdprogramma.[8]
- Op 5 januari 2021 bestond het NOS Jeugdjournaal precies 40 jaar, daarom was er een speciale rondleiding achter de schermen te zien via een livestream op YouTube.
- Op 1 mei 2021 kwam het NOS Jeugdjournaal met een podcast. De podcast verschijnt wekelijks en wordt afwissend gepresenteerd door Bart Tuinman, Jennifer Ockeloen, Pien Leerink en Annabelle Zandbergen.
- Op 20 oktober 2021 is er ter gelegenheid van het 40-jarig bestaan van het NOS Jeugdjournaal door de Koninklijke Nederlandse Munt een speciale herdenkingsmunt van € 5,- uitgegeven.